# دنگ منگرونگ
دنگ منگرونگ (انگلیسی: Deng Mengrong؛ زادهٔ ۵ مارس ۱۹۹۰) وزنه‌بردار زن اهل چین است.
وی در مسابقات کشوری و بین‌المللی در مجموع برندهٔ ۲ مدال طلا، ۱ مدال نقره، ۱ مدال برنز شده‌است.